# ウィリアム・ピンクニー

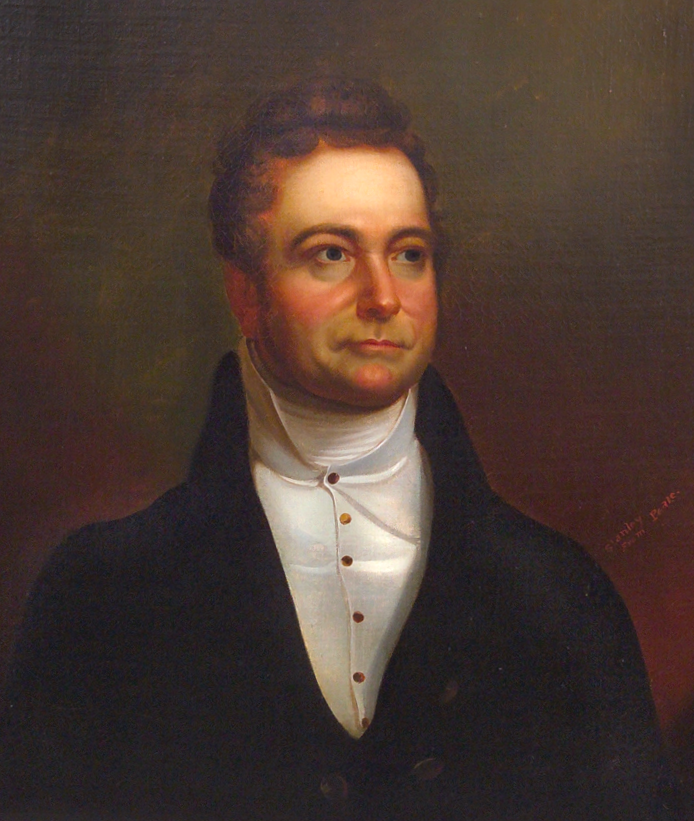
ウィリアム・ピンクニー

ウィリアム・ピンクニー（William Pinkney, 1764年3月17日 - 1822年2月25日）は、アメリカ合衆国の政治家、外交官。1811年から1814年まで第7代アメリカ合衆国司法長官を務めた。

## 生涯
1764年3月17日、ピンクニーはメリーランド植民地のアナポリスにおいて、イギリスからの移民ジョナサン・ピンクニー (Jonathan Pinkney, 1732-1795) とアン・リンド (Ann Rind) の長男として誕生した。ピンクニーは医学と法学を学び、1786年に弁護士として認可を受けた。ピンクニーは1788年から1792年までハートフォード郡で弁護士業を営んだ。
ピンクニーは1788年4月にメリーランド州憲法制定会議の代表を務め、合衆国憲法の批准に賛成した。ピンクニーは1788年から1792年までメリーランド州下院議員を務めた。1791年、ピンクニーはアメリカ合衆国下院議員に選出されたが、着任後の同年11月に議員資格を満たさないとして辞任した。ピンクニーはその後1792年から1795年までメリーランド州執行評議会に参加し、1794年から1795年まではメリーランド州アナポリス市長も務めた。1795年、ピンクニーは再びメリーランド州下院議員を務めた。
1796年、ピンクニーはジョージ・ワシントン大統領によってジェイ条約下の仲裁委員の1人に任ぜられ、1794年までイギリスのロンドンに赴いた。ピンクニーは1805年から1806年までメリーランド州検事総長、1806年から1807年までジェームズ・モンローと共同で駐イギリス公使を務めた。1807年から1811年までは駐イギリス全権公使となった。
ピンクニーは1811年6月にメリーランド州ボルチモアに帰国した。ピンクニーはジェームズ・マディソン大統領からアメリカ合衆国司法長官に任ぜられ、1811年から1814年まで同職を務めた。1812年に米英戦争起こると、ピンクニーはメリーランド州民兵で少佐となった。ピンクニーはブレイデンスバーグの戦いに参加した。1814年8月、ピンクニーはアメリカ合衆国下院議員に選出され、1815年3月に着任した。1816年4月、ピンクニーは駐ロシア公使への就任要請を受理するためアメリカ合衆国下院議員を辞任し、1816年から1818年まで駐ロシア公使を務めた。またピンクニーは同時に駐ナポリ特別公使も務めた。
1816年、ピンクニーはアレクサンダー・ハンソンの死去による空席を充当するため、民主共和党からアメリカ合衆国上院議員に選出された。ピンクニーは1819年12月に着任し、死去する1822年2月まで同職を務めた。
1822年2月25日、ピンクニーはワシントンD.C.で死去した。ピンクニーの遺体は議会墓地に埋葬された。

## 家族
ピンクニーは1789年5月16日にメリーランド州ハバードグラスにおいて、スコットランドからの移民の娘アン・マリア・ロジャース (Ann Maria Rodgers, 1769-1849) と結婚した。2人の間には以下の子供が生まれた。
- エリザベス・ピンクニー (Elizabeth Pinkney, 1789-1868)
- ウィリアム・ピンクニー (William Pinkney, 1790-1853)
- イザベラ・ピンクニー (Isabella Pinkney, 1795-1871)
- チャールズ・ピンクニー (Charles Pinkney, 1797-1835)
- シャーロット・ピンクニー (Charlotte Pinkney, 1798-1885)
- エドワード・クート・ピンクニー (Edward Coote Pinkney, 1802-1828)
- フレデリック・K・ピンクニー (Frederick K. Pinkney, 1804-1873)
- ヘンリー・ピンクニー (Henry Pinkney, 1807-????)
- メアリー・カロライン・ピンクニー (Mary Caroline Pinkney, 1810-1885)
- エミリー・ピンクニー (Emily Pinkney, 1811-1858)